# 馬塔克島
馬塔克島是印度尼西亞廖內群島省的島嶼，屬於阿南巴斯群島的一部分，位於馬來半島和婆羅洲之間的南中國海，該島是多間石油公司的基地。馬塔克機場位於該島。
3°18′0″N 106°16′0″E / 3.30000°N 106.26667°E